# Princípio da função socioambiental da propriedade
O princípio da função socioambiental da propriedade é um princípio jurídico que rege o Direito Ambiental brasileiro.
Aplicável tanto à propriedade urbana quanto à rural, a função socioambiental da propriedade exige que esta seja gerida de forma a considerar a preservação ambiental. Desdobra-se deste princípio a necessidade do plano diretor instituir áreas verdes e a impossibilidade de desmatamento de vegetação nativa para uso alternativo do solo no imóvel rural que detiver área abandonada. Possui fundamento no art. 186, II da Constituição Federal do Brasil e no art. 1.228, § 1º, do Código Civil de 2002.